# Stephan Otto
Stephan Otto (* 22. Dezember 1931 in Berlin; † 3. Juni 2010) war ein deutscher Philosoph und Philosophiehistoriker. Er war der Leiter des Instituts für Philosophie und Geistesgeschichte des Humanismus an der Ludwig-Maximilians-Universität München.

## Akademische Laufbahn und Wirken

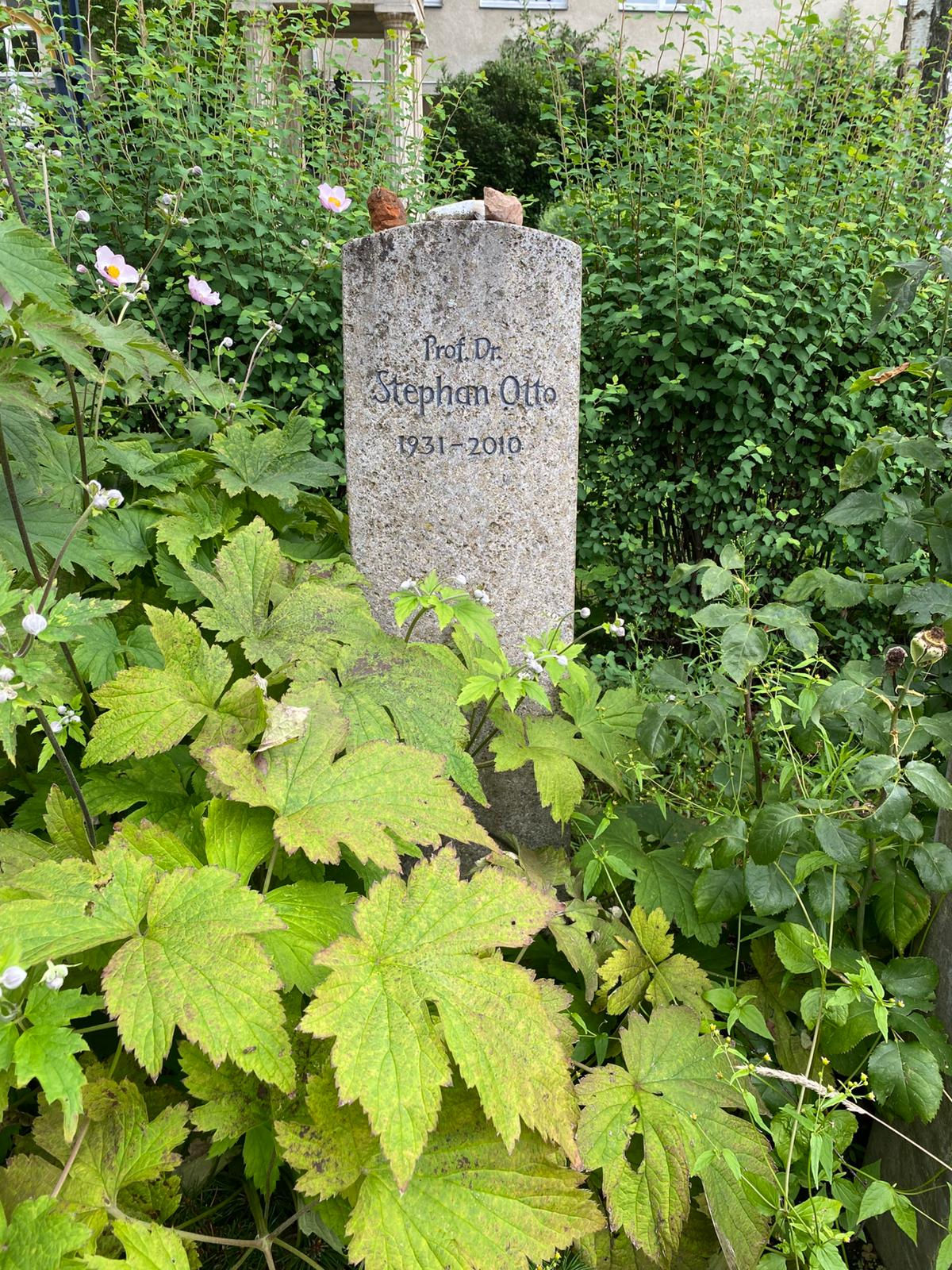
Grabstätte

Otto begann seine akademische Laufbahn als Theologe. In Rom wurde er 1955 zum Priester geweiht. Mit einer Arbeit zum Naturbegriff Tertullians promovierte er 1959 in München bei Michael Schmaus. In München habilitierte er sich auch 1962 im Fach Dogmatik, seine Habilitationsschrift hatte den Bildbegriff und seine Funktion in der Theologie des 12. Jahrhunderts zum Thema. Er wurde außerordentlicher Professor an der Philosophisch-theologischen Hochschule in Bamberg, schied jedoch bereits 1964 aus dem Hochschuldienst aus. 
Nach seiner Umhabilitation 1966 für das Fach Philosophie und Geistesgeschichte lehrte er ab 1970 an der Universität in München, zunächst als außerplanmäßiger Professor, nach Ernesto Grassis Emeritierung 1973 als Lehrstuhlinhaber und Leiter des dortigen Instituts für Geistesgeschichte des Humanismus. Auch nach seiner Emeritierung 1997 war Otto weiter forschend tätig.
Otto war Herausgeber einer Philosophiegeschichte der Renaissance und der frühen Neuzeit (Geschichte der Philosophie in Text und Darstellung. Bd. 3., Renaissance und frühe Neuzeit, Reclam, Stuttgart 1984, ISBN 3-15-009913-7). Studien und Texte zur Philosophie der Renaissance aus dem Münchener Institut erschienen in der Reihe „Die Geistesgeschichte und ihre Methoden“ im Fink-Verlag. 2007 erschien sein letztes Buch: „Die Wiederholung und die Bilder - Zur Philosophie des Erinnerungsbewusstseins“ im Meiner Verlag.
Stephan Otto wurde auf dem Friedhof der Dorotheenstädtischen und Friedrichswerderschen Gemeinden beigesetzt. 